# سياسات المحافظة على الأمريكيين الأصليين

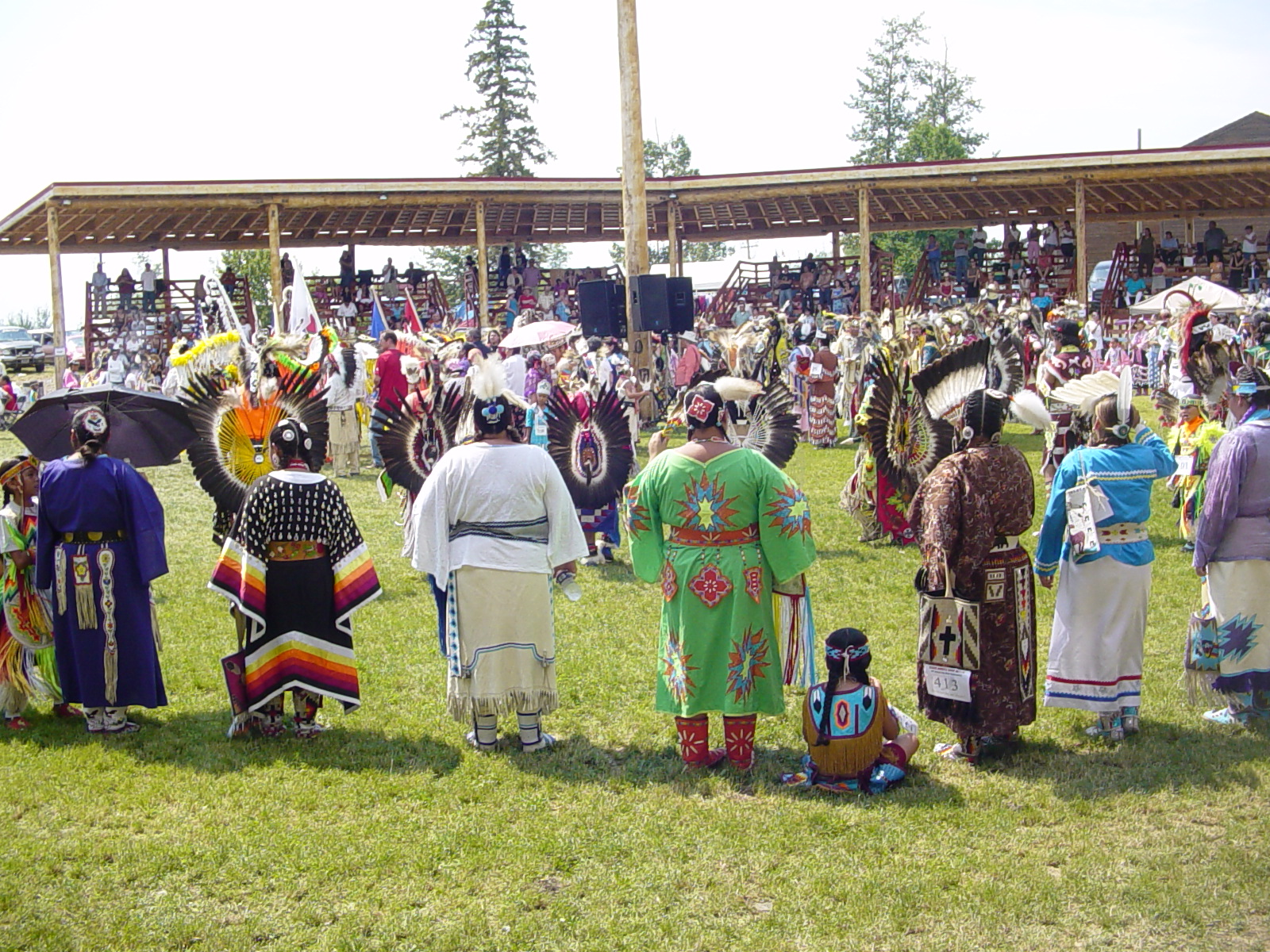

تظل السياسة الأمريكية منقسمة بشأن قضايا مختلفة كالاستيعاب الثقافي والتعليم والصحة والعوامل الاقتصادية التي تؤثر على المحميات. كأمة تعيش ضمن الولايات المتحدة الأمريكية، فإن الأمريكيين الأصليين يواجهون آراء متضاربة ضمن قبائلهم، خاصة أولئك الذين يعيشون في محميات مرخصة فدراليًّا. تؤثر التفاعلات مع الحكومة الفدرالية والثقافة الأمريكية المحيطة بهم ككل على الحياة اليومية القبلية. ثقافة الأمريكيين الأصليين بشكل عام منقسمة بين المحافظين على التقاليد والذين يريدون ترك الطرق القديمة لتحسين ظروفهم المعيشية.

## الفقر والثقافة
«نحو 14 بالمئة من الأمريكيين الهنود في عام 1980 عاشوا في محميات كبيرة بمعدلات فقر تصل إلى 40 بالمئة أو أكثر». رغم الظروف، يستمر المواطنون الأصليون بالعيش على المحميات لأنهم يرونها مركزًا ثقافيًّا لقبيلتهم الخاصة، ولأنهم يقدرون الحس المجتمعي المتضمن فيها، ويتلقون مساعدات فدرالية لم يكونوا ليكتسبوها لولا ذلك. كمركز ثقافي، فإن المحميات تشكل مركز حفظ للتعاليم القديمة لعادات وتقاليد الأمريكيين الأصليين. «في التقاليد الجنوبية الشرقية أو تقاليد وودلاند، فإن هذه التعاليم القديمة غالبًا ما ترتبط بالأساطير والقصص والموسيقى والرقص». لا يرغب البعض بمشاركة «الطرق القديمة» مع الأجانب لأنهم يشعرون أنها معارف مقدسة لا تعطى بسهولة لشخص لا ينتمي إلى سلالات الأمريكيين الأصليين.
أنشئت منظمات كمؤسسة تنمية مجتمع الأمريكيين الأصليين «كتحالف لكبرى منظمات الهنود غير الربحية وعدة شركات هندية في المنطقة المدنية المخصصة لبناء المجتمع عن طريق قطاع التنمية الاقتصادية والتنمية على نطاق واسع». هذه المنظمات مكرسة لزيادة الابتكار الاقتصادي، وتحقق رسالتها عن طريق التركيز على الأعداد المتزايدة من شباب الأمريكيين الأصليين وليست من أولوياتها التعاليم التقليدية.
لا يعاني الأمريكيون الأصليون من أعلى معدلات فقر بين كل المجموعات العرقية في أمريكا وحسب، بل يعانون أيضًا من أعلى نسب بطالة وأمراض. تشيع إساءة استخدام الكحول والمخدرات بين الشباب بالإضافة إلى حمل المراهقين والانتحار.

### الكحول في حياة المحميات
في دراسة أصدرها مركز أبحاث الوقاية عام 2008، ورد أن «شباب الأمريكيين الأصليين أكثر عرضةً لاستهلاك الكحول في حياتهم والتعرض للثمالة في ]الفترة الزمنية للاختبار[ من البيض. كان شاربو الكحول الأمريكيون الأصليون أكثر عرضةً بمرتين تقريبًا للحصول على الكحول من بالغ وأكثر عرضةً بمرتين للحصول على الكحول من شخص دون سن 21 عامًا». من عام 1994 حتى 1996، كان معدل الوفيات الناتجة عن استهلاك الكحول بين الأمريكيين الأصليين أكبر بسبعة اضعاف منه في الولايات المتحدة الأمريكية بشكل عام. «معدل انتشار الاعتماد على الكحول خلال عمر الفرد كان مرتفعًا عند كل القبائل (الرجال: 21-56%، النساء: 17-30%)، ما عدا قبيلة واحدة بمعدلات: (الرجال: 1%، النساء: 2%)».

## الرعاية الصحية: التحسينات في مقابل العيوب والتقصير
من جوانب حياة المحميات التي تثبط أبناء القبائل الرعاية الصحية، وهي خدمة توفرها حكومة الولايات المتحدة لنحو 800,000 من السكان الأصليين. وفق وكالة أبحاث الرعاية الصحية والجودة فإن الأمريكيين الأصليين يتلقون رعاية صحية أقل جودة من الأقليات كالأقلية الأمريكية اللاتينية.
بإضافة قانون الرعاية الصحية إتش آر 3200 وعد الأمريكيون الأصليون بخدمات صحية أفضل. سيكون هناك زيادة تقدر بنحو 13% في تمويل خدمة صحة الهنود (المقصود هم الهنود الحمر أي الأمريكيون الأصليون). يمدح د. روبيدو، وهو رئيس نظام معلومات المشافي هذه الإضافة بقوله: «لا يوجد شخص أمريكي أصلي يعيش اليوم لم يشهد عيوب خدمة صحة الهنود»، ولكن كما قال د. روبيدو: «معظم حالات الفشل كانت نتيجة نقص مفرط في الأموال».

## أنظر أيضا
- ديبورا باركر